# Victor FitzGeorge-Balfour
Sir Robert George Victor FitzGeorge-Balfour, KCB, CBE, DSO, MC (Geburtsname: Robert George Victor Balfour; * 15. September 1913 in Knightsbridge, City of Westminster, London; † 28. September 1994 in West Chiltington, West Sussex) war ein britischer Offizier der British Army, der als Generalleutnant zwischen 1968 und 1970 stellvertretender Chef des Generalstabes sowie als General von 1971 bis 1973 Militärischer Vertreter im NATO-Militärausschuss war. Er engagierte sich in seinem Ruhestand von 1975 bis 1989 als Vorsitzender des Nationalfonds zur Erforschung von Lähmungserkrankungen (National Fund for Research into Crippling Diseases).

## Leben
Robert George Victor FitzGeorge, Sohn von Robert S. Balfour und Iris FitzGeorge, nahm durch Namensänderung 1922 den Familiennamen FitzGeorge-Balfour an. Nach dem Besuch des renommierten Eton College begann er ein Studium am King’s College der University of Cambridge. Am 25. Juni 1932 trat er als Leutnant (Second Lieutenant) in das Gardegrenadierregiment Coldstream Guards ein. Im Anschluss folgten zahlreiche Verwendungen als Offizier und Stabsoffizier. Zu Beginn des Zweiten Weltkrieges wurde er 1939 mit dem Military Cross (MC) ausgezeichnet. Im weiteren Kriegsverlauf wurde er 1943 Zweiter Generalstabsoffizier des in Nordafrika und Italien eingesetzten XXX. Korps (XXX Corps) und war im weiteren Kriegsverlauf zwischen 1943 und 1944 Erster Generalstabsoffizier des XXX Corps, das nunmehr in Nordwesteuropa operierte. Im Anschluss war er von 1944 bis 1946 Brigadier im Generalstab des VIII. Korps (VIII Corps) und wurde 1945 zum Commander des Order of the British Empire (CBE).
Nach Kriegsende war FitzGeorge-Balfour zwischen 1946 und 1947 Mitglied der britischen Militärmission in Frankreich und wechselte 1947 ins Kriegsministerium (War Office), in dem er bis 1948 Erster Generalstabsoffizier war. 1948 wurde er nach British Malaya versetzt, wo er während des dortigen Ausnahmezustandes (Malayan Emergency) bis 1950 Kommandeur (Commanding Officer) des 2. Bataillons der Coldstream Guards war. Für seine Verdienste in dieser Zeit wurde ihm 1950 der Distinguished Service Order (DSO) verliehen. Er war von 1952 bis 1953 Militärischer Assistent des Leiters der Vereinigten Stabsmission in Washington, D.C. sowie daraufhin von 1954 bis 1956 Verbindungsoffizier beim US-amerikanischen Vereinigten Generalstab JCS (Joint Chiefs of Staff) in den USA. Im Januar 1957 wurde er als Brigadegeneral (Brigadier) Chef des Stabes des Gouverneurs von Zypern John Harding beziehungsweise bis Mai 1958 von dessen Nachfolger Hugh Foot. Danach war er zwischen 1958 und Dezember 1959 Kommandeur der 1. Gardebrigade, die in Zypern und Jordanien eingesetzt wurde, sowie von Januar 1960 bis März 1962 stellvertretender Leiter der Abteilung Stabsdienste (Deputy Director of Staff Duties) im Kriegsministerium.
Im April 1962 übernahm Victor FitzGeorge-Balfour als Generalmajor (Major-General) den Posten als Chef des Stabes des Heereskommandos Süd (Southern Command) und hatte diesen bis Januar 1964 inne. Im Februar 1964 wechselte er in das neu geschaffene Verteidigungsministerium (Ministry of Defence), in dem er bis Mai 1966 Leiter der Abteilung Militärische Operationen (Director of Military Operations) war. Für seine Verdienste wurde er 1965 auch Companion des Order of the Bath (CB) und fungierte von April 1966 bis März 1968 als Leitender Militärischer Ausbilder (Senior Military Instructor) am Imperial Defence College (IDC).
Als Nachfolger von Generalleutnant Desmond Fitzpatrick übernahm FitzGeorge-Balfour im Mai 1968 den Posten als stellvertretender Chef des Generalstabes des Heeres (Vice Chief of General Staff) und verblieb in dieser Funktion bis Dezember 1970, woraufhin Generalleutnant Cecil Blacker seine dortige Nachfolge antrat. In dieser Verwendung wurde er ebenfalls zum Generalleutnant (Lieutenant-General) befördert und 1968 auch zum Knight Commander des Order of the Bath (KCB) geschlagen, so dass er fortan den Namenszusatz „Sir“ trug. Zuletzt wurde er im Januar 1971 als General Nachfolger von Air Chief Marshal David Lee als Militärischer Vertreter im NATO-Militärausschuss. Er hatte diesen Posten bis zu seiner Ablösung durch Admiral Rae McKaig im August 1973 inne. Danach schied er aus dem aktiven Militärdienst aus und trat in den Ruhestand. 
Er engagierte sich in seinem Ruhestand von 1975 bis 1989 als Vorsitzender des Nationalfonds zur Erforschung von Lähmungserkrankungen (National Fund for Research into Crippling Diseases), einer 1952 gegründeten Wohltätigkeitsorganisation für medizinische Forschung, die sich auf die Finanzierung der Forschung zur Vorbeugung und Behandlung von Krankheiten und Behinderungen bei Babys und Kindern konzentriert. Zudem löste er 1976 General Rodney Moore als Oberstkommandant und Präsident der Honourable Artillery Company (HAC) ab und hatte diese Funktion acht Jahre lang bis 1984 inne, woraufhin General Richard Trant sein dortiger Nachfolger wurde. 1977 wurde er ferner Deputy Lieutenant der Grafschaft West Sussex.